# Ken Galluccio Cup
La Ken Galluccio Cup est une compétition annuelle de crosse organisée par la Fédération européenne de crosse (ELF) et regroupant les meilleurs clubs du continent européen.

## Histoire

### Création de la compétition
L'idée de la Ken Galluccio Cup est née de l'idée de Kenneth Galluccio, l'un des ambassadeurs de la crosse en Allemagne, notamment responsable de l'organisation de l'arbitrage, la construction de programmes pour les jeunes et la gestion de l'équipe nationale des moins de 19 et 21 ans. La première édition qui se tient à Hambourg en Allemagne voit s'opposer 5 clubs. Le Spencer Lacrosse Club est la première équipe à s'imposer dans ce tournoi. Malheureusement, le décès tragique de Kenneth Galluccio en 2009, laisse un vide dans l'organisation et la deuxième édition n'a pas lieu. En 2010, la Ken Galluccio Cup fait son grand retour, se déroulant à Manchester en Angleterre. La finale oppose le Wilmslow Lacrosse Club, tenant du titre contre une autre équipe anglaise, le Stockport Lacrosse Club. Ce dernier s'impose sur le score de 7 à 4.

### Palmarès par édition
| Numéro                              | Édition                             | Vainqueur                           | Finaliste                           | Score                               | Lieu                                | Notes                               |
| Coupe des clubs champions européens | Coupe des clubs champions européens | Coupe des clubs champions européens | Coupe des clubs champions européens | Coupe des clubs champions européens | Coupe des clubs champions européens | Coupe des clubs champions européens |
| ----------------------------------- | ----------------------------------- | ----------------------------------- | ----------------------------------- | ----------------------------------- | ----------------------------------- | ----------------------------------- |
| 1                                   | 2008                                | Wilmslow Lacrosse Club (1)          | SK Lacrosse Jižní Město             | ?                                   | Hambourg, Allemagne                 |                                     |
| -                                   | 2009                                | Pas d'édition                       |                                     |                                     |                                     |                                     |
| 2                                   | 2010                                | Stockport Lacrosse Club (1)         | Wilmslow Lacrosse Club              | 7 - 4                               | Manchester, Angleterre              |                                     |
| 3                                   | 2011                                | Farsta Lacrosse Club (1)            | Stockport Lacrosse Club             | ?                                   | Hambourg, Allemagne                 |                                     |
| 4                                   | 2012                                | TJ Malešice (1)                     | Delft Barons                        | 9 - 8                               | Prague, République tchèque          | [ 2 ]                               |
| 5                                   | 2013                                | Spencer Lacrosse Club (1)           | Farsta Cobras Lacrosse              | 13 – 3                              | Gand, Belgique                      | [ 3 ]                               |
| 6                                   | 2014                                | Stockport Lacrosse Club (2)         | Zürich Lions Lacrosse               | 9 - 4                               | Gand, Belgique                      |                                     |
| 7                                   | 2015                                | Stockport Lacrosse Club (3)         | Farsta Cobras Lacrosse              | 9 - 2                               | Gand, Belgique                      |                                     |
| 8                                   | 2016                                | Stockport Lacrosse Club (4)         | Oslo Lacrosse                       | 12 - 5                              | Gand, Belgique                      | [ 4 ]                               |
| 9                                   | 2017                                | Turku Titans (1)                    | Oslo Lacrosse                       | 8 - 6                               | Gand, Belgique                      |                                     |
| 10                                  | 2018                                | Poynton Lacrosse Club (1)           | HLC Rot-Weiß München                | 15 - 5                              | Gand, Belgique                      |                                     |

### Palmarès par club
| Rang | Club                    | Victoires (éditions)       | Finales perdues |
| ---- | ----------------------- | -------------------------- | --------------- |
| 1    | Stockport Lacrosse Club | 4 (2010, 2014, 2015, 2016) | 1 (2011)        |
| 2    | Farsta Lacrosse Club    | 1 (2011)                   | 2 (2013, 2015)  |
| 3    | Wilmslow Lacrosse Club  | 1 (2008)                   | 1 (2010)        |
| 4    | Spencer Lacrosse Club   | 1 (2013)                   | 0               |
| 4    | Turku Titans            | 1 (2017)                   | 0               |
| 4    | TJ Malešice             | 1 (2012)                   | 0               |
| 4    | Poynton Lacrosse Club   | 1 (2018)                   | 0               |
| 8    | Oslo Lacrosse           | 0                          | 2 (2016, 2017)  |
| 9    | Delft Barons            | 0                          | 1 (2012)        |
| 9    | SK Lacrosse Jižní Město | 0                          | 1 (2008)        |
| 9    | HLC Rot-Weiß München    | 0                          | 1 (2018)        |

### Palmarès par nation
| Rang | Pays       | Victoires | Finales perdues |
| ---- | ---------- | --------- | --------------- |
| 1    | Angleterre | 7         | 2               |
| 2    | Suède      | 1         | 2               |
| 3    | Tchéquie   | 1         | 1               |
| 4    | Finlande   | 1         | 0               |
| 5    | Norvège    | 0         | 2               |
| 6    | Pays-Bas   | 0         | 1               |
| 6    | Allemagne  | 0         | 1               |